# Ortensio Polidori
Ortensio Polidori fou un compositor italià de final del Renaixement.
Durant molts anys fou mestre de capella de la catedral de Fermo, d'on passà a ocupar el mateix càrrec en la catedral de Chieti (Regne de Nàpols) i a Pesaro.
Entre les seves composicions cal citar: Messe a 5 e 8 voci con ripieni e 2 violini (Venècia, 1631), Salmi a cinquè voci concertati (Venècia, 1634), Moteteti a voce sola e a duoi (Venècia, 1637), altres misses a 5 i a 8 veus (Venècia, 1639), Salmi concertati a 8 voci ad lib., dos llibres (Venècia, 1641 i 1646), i cinc llibres de Motetti, publicats també a Venècia.